# شعراء طويلة الجناح
شعراء طويلة الجناح (الاسم العلمي:Hippobosca longipennis) هو نوع من الحشرات يتبع جنس الشعراء من فصيلة الذباب الشعراوي.